# Ruslan Karimov
Ruslan Karimov, auch Karimow, (* 22. Mai 1986 in Chirchiq) ist ein usbekischer Radrennfahrer.

## Sportliche Laufbahn
Ruslan Karimov ist einer der dominierenden Radrennfahrer seines Landes seit Mitte der 2000er Jahre. Bis einschließlich 2017 errang er fünf nationale Meistertitel, vier Mal im Straßenrennen, ein Mal im Einzelzeitfahren.
2010 wurde Karimov Fünfter des Piccolo Giro di Lombardia, 2014 belegte er im Straßenrennen der asiatischen Meisterschaften im Straßenrennen Platz neun.

## Erfolge
2007
- Usbekischer Meister – Straßenrennen

2010
- Usbekischer Meister – Einzelzeitfahren

2014
- Usbekischer Meister – Straßenrennen

2015
- Usbekischer Meister – Straßenrennen

2017
- Usbekischer Meister – Straßenrennen

## Teams
- 2012 Team Idea
- 2013 Team Velo Reality
- 2014–2018 RTS Racing Team